# Emil Artin
Emil Artin (3. března 1898 Vídeň, Rakousko-Uhersko – 20. prosince 1962 Hamburk, Německo) byl rakouský matematik arménského původu.

## Život
Jeho otec, též Emil Artin, byl arménský obchodník s uměním, jeho matka Emma Laura-Artin byla operní zpěvačkou. Vyrostl v Liberci, který se v té době nazýval Reichenberg. V roce 1916 ukončil školu a rok poté odešel studovat na Vídeňskou univerzitu.
Až do nástupu nacismu Artin působil zejména v Hamburku, v roce 1937, když byl zbaven místa na univerzitě, emigroval do USA. Tam působil v letech 1938 až 1946 na Univerzitě v Indianě a v letech 1946 až 1958 na Princetonské univerzitě.
Se svou ženou Natašou, ruskou židovského původu, měl tři děti. Jedno z nich, jeho syn Michael Artin, je uznávaným algebraikem na Massachusettském technologickém institutu.

## Práce
Emil Artin byl především významným a vlivným algebraikem. Věnoval se algebraické teorii čísel, teoriím okruhů, grup a polí, jakož i jiným oblastem abstraktní algebry.